# Franc Anton Niernberger
Franc Anton Niernberger, slovenski slikar, * (?) 1712, Višnja Gora, † 27. julij 1784, Višnja Gora.
Njegov podpis stoji na baročnem oltarčku cerkeve sv. Trojice na Vinjem Vrhu pri Semiču in velikem oltarju podružnice sv. Katarine na Plešivici pri Žužemberku. Za graščino Čušperg je napravil rodovnik rodovine Widerkher z malimi ilustracijami (1766). Nadaljnja dela so: Portret kamniškega župnika M.L. Raspa (1767), slika sv. Martina in sv. Štefana (1768) v kaplaniji v Šmartnem v Tuhinju, slika sv. Barbare za cerkev v Vipavi (1775), smrt sv. Jožefa za Kočevje (1780), slika sv. Benedikta in še nekega drugega svetnika za Blečji Vrh.
1. 1 2 3 4  Slovenska biografija — Znanstvenoraziskovalni center Slovenske akademije znanosti in umetnosti. — ISSN 2350-5370